# 米尔内农村居民点 (伏尔加格勒州)
米尔内农村居民点（俄语：Мирное сельское поселение）是俄罗斯联邦伏尔加格勒州新尼古拉耶夫斯基区所属的一个农村居民点。其下辖有8个居民点，行政中心为米尔内。据2016年统计，该农村居民点的人口为976人。